# 마쓰다 MX-30
마쓰다 MX-30(영어: Mazda MX-30)은 마쓰다에서 2020년부터 생산 중인 전기 및 하이브리드 소형 크로스오버 SUV이다.